# Gottfried-Brockmann-Preis
Der Gottfried-Brockmann-Preis ist ein Kunstpreis, der seit 1985 alle zwei Jahre von der schleswig-holsteinischen Landeshauptstadt Kiel vergeben wird. Er ist nach dem ehemaligen Kieler Kulturreferenten und Professor der Muthesius-Werkschule Gottfried Brockmann (1903–1983) benannt.
Der mit 5000 Euro dotierte Preis dient der Förderung bildender Künstler, die in der Stadt Kiel oder deren Einzugsbereich leben und arbeiten. Die Preisträger dürfen das 35. Lebensjahr nicht vollendet haben und sollen „für die Zukunft eine aussichtsreiche Entwicklung erwarten lassen“. Begleitend zur Preisverleihung findet eine Ausstellung in der Stadtgalerie Kiel statt.

## Bisherige Preisträger
- 2023: Mateusz Dworczyk
- 2021: Nikolai Renée Goldmann
- 2019: Hannah Bohnen
- 2017: Anne Steinhagen
- 2015: Constanze Vogt
- 2013: Benjamin Mastaglio
- 2011: Samuel Seger
- 2009: Hendrik Lörper
- 2007: Katrin Pieczonka
- 2005: Nina Heinzel
- 2003: Johanna Domke
- 2001: Matthias Meyer
- 1999: Kai Zimmer
- 1997: Miron Schmückle
- 1995: Hansjörg Schneider und Claudia Sweekhorst
- 1993: Ilka Kollath
- 1991: Julia Bornefeld
- 1989: Carsten Höller und Thomas Karp
- 1987: Johannes Michler
- 1985: Rainer Grodnick